# طوطی نوک‌نارنجی
طوطی نوک‌نارنجی(نام علمی: Neophema chrysogaster) نام یک گونه از تیره طوطیان راستین است.